# Plaçage

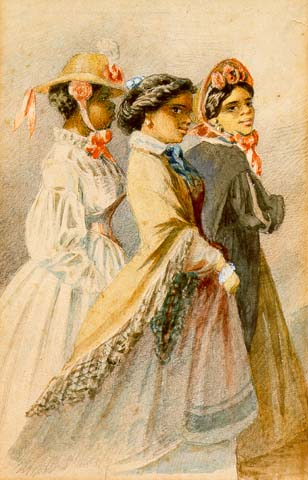
Femmes créoles de la bourgeoisie louisianaise, peinture d'Édouard Marquis.

Le plaçage était une pratique exercée au sein des colonies d'Amérique qui consistait pour une mère noire ou de couleur, ayant été affranchie, à « placer » sa fille noire ou mulâtre comme maîtresse (ou amante) dans une des résidences d'un grand propriétaire blanc, et dont la pratique pouvait également être contractualisée entre deux esclavagistes blancs, sans l'intervention des intéressées non-libres. Cet usage extra-légal était pratiqué dans la société louisianaise à l'époque de la Louisiane française et jusqu'à la vente de la Louisiane aux États-Unis en 1803. Le plaçage exista également dans la colonie de Saint-Domingue jusqu'à la révolution haïtienne de 1804 et le départ des colons français et d'un grand nombre de leurs esclaves d'Haïti pour la Louisiane.

## Historique
Le système de plaçage est né d'une pénurie de femmes blanches dans les colonies françaises d'Amérique (Louisiane française et Saint-Domingue). La France avait besoin de femmes pour les hommes qu'elle avait envoyés dans ses possessions territoriales d'outre-mer.

### La Quarteronne de La Nouvelle-Orléans
Deux tiers des récits de voyages décrivant ces jeunes placées, dites « placées » ou « quarteronnes », et la tradition du plaçage insistent ainsi sur la description physique et la couleur de peau. Ils mettent systématiquement l’accent sur l’exotisme des « Quarteronnes de La Nouvelle-Orléans », comparées à des « Madeleines d'Éthiopie » ou à des « femmes des hautes castes d’Inde ». 
Le discours courant fait référence à une très belle femme (raffinée, bien habillée) venant au bal des quarteronnes avec sa mère comme chaperonne, à la recherche d’un riche protecteur blanc. Selon la plupart des récits, l’homme blanc, après une négociation serrée avec la mère, installe ensuite sa maîtresse dans une maison et assure son entretien et celui des enfants à venir. Cette relation, connue sous le nom de « plaçage », est supposée assurer à la jeune quarteronne, connue sous le nom de « placée », une vie confortable jusqu’à ce que son protecteur épouse une femme de sa race et de son rang et fonde avec elle une famille légitime.
Les récits insistent sur le rôle du bal dans le recrutement d’un protecteur par la quarteronne, sur la négociation financière initiale conduite par la mère, ou encore sur la brièveté de ces liaisons. La mère devient l’entremetteuse qui négocie les conditions financières et matérielles de l’arrangement, le bal devient une sorte de marché, semblable à ceux où étaient vendus les esclaves dans les sociétés esclavagistes et qui se multipliaient à la Nouvelle-Orléans au XIXe siècle.
Tout au long du XIXe siècle, la quarteronne de la Nouvelle-Orléans fut représentée tantôt comme une figure tragique soumise à une exploitation sexuelle orchestrée, tantôt comme un prédateur sexuel piégeant les hommes en usant de son corps et de sa sexualité débridée pour assurer son confort et sa promotion sociale. Cette représentation binaire a persisté jusqu’au début du XXIe siècle dans les ouvrages publiés sur la Nouvelle-Orléans.

## Fonctionnement

La prêtresse vaudou Marie Laveau en 1835.

Le plaçage était un système qui permettait aux personnalités bourgeoises de Louisiane d'avoir des unions avec des femmes essentiellement d'origine africaine, créole, quarteron, mulâtre et même parfois amérindienne. Ces femmes devenues concubines, n'étaient pas reconnues légalement comme épouses, mais étaient considérées comme personnes « placées » chez un maître blanc. En effet le Code noir n'a jamais interdit les mariages entre les hommes blancs et les femmes noires ou métis. Ainsi, certains de ces maîtres étaient de plus légalement mariés à des dames de la haute société bourgeoise franco-louisianaise.
Avec le temps, les enfants métissés nés de ces unions furent le plus souvent émancipés et leur mère affranchie par la même occasion. Cette génération put également prendre le patronyme paternel. Les historiens évaluent à plus de 1 500 femmes de couleur vivant sous le régime du plaçage.

À la mort de son protecteur et amant, la femme « placée » et les enfants nés de leur union, pouvaient prétendre jusqu'à un tiers des biens de l'homme blanc. Certains maîtres mirent leurs enfants métis héritiers primaires par rapport aux autres descendants blancs ou de leur conjoint officiel.[réf. nécessaire] Un certain nombre de femmes placées purent ainsi ouvrir un commerce et leurs enfants devinrent parfois des hommes d'affaires, entrepreneurs et même homme politique. Il se constitua ainsi une bourgeoisie créole au cours du XIXe siècle.

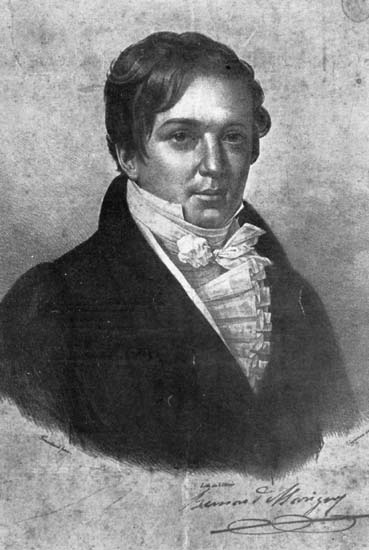
Le sénateur Bernard de Marigny.

## Géographique
Le plaçage de la gent féminine noire ou métisse se situait généralement en dehors du quartier historique du Vieux carré de La Nouvelle-Orléans. Le quartier de Tremé et le faubourg Marigny étaient essentiellement des quartiers de « plaçage », des lieux où étaient logées les maîtresses de couleur d'hommes blancs. Un certain nombre de maîtres déjà mariés préféraient loger leur maîtresse dans des quartiers différents, autre que le Vieux carré, afin de sauver les apparences face à la bonne société louisianaise.

## Personnalités célèbres du plaçage
- Jean-Louis Dolliole, entrepreneur et vétéran de la Bataille de La Nouvelle-Orléans
- Laurent Ursain Guesnon, entrepreneur ;
- Marie Laveau, coiffeuse et prêtresse vaudou ;
- Bernard Xavier Philippe de Marigny, sénateur de Louisiane ;
- Marie Thérèse Metoyer, femme d'affaires ;
- Rosette Rochon, femme d'affaires.